# Chris Bourque
Christopher Ray "Chris" Bourque, född 29 januari 1986, är en amerikansk-kanadensisk professionell ishockeyspelare som tillhör NHL-organisationen Washington Capitals och spelar för deras primära samarbetspartner Hershey Bears i American Hockey League (AHL). Han har tidigare spelat för Pittsburgh Penguins och Boston Bruins i NHL och Atlant Mytisjtji och Ak Bars Kazan i Kontinental Hockey League (KHL) och på lägre nivåer för Portland Pirates, Providence Bruins och Hartford Wolf Pack i AHL, HC Lugano och EHC Biel i Nationalliga A (NLA) och Boston University Terriers (Boston University) i National Collegiate Athletic Association (NCAA).
Bourque draftades i andra rundan i 2004 års draft av Washington Capitals som 33:e spelare totalt.
Han är son till den före detta legendariska ishockeyspelaren Ray Bourque, som anses vara en av NHL:s bästa backar genom tiderna och gjorde 1 579 poäng på 1 612 grundspelsmatcher, och äldre bror till ishockeyspelaren Ryan Bourque, som tillhör New York Rangers och spelar för Wolf Pack.

## Statistik
| 2002–2003   | Cushing Academy            |             | 30  | 31  | 26  | 57  | 49  | —   | —  | —  | —  | —  |
| 2003–2004   | Cushing Academy            |             | 31  | 37  | 53  | 90  | 96  | —   | —  | —  | —  | —  |
| 2004–2005   | Boston University Terriers | NCAA        | 35  | 10  | 13  | 23  | 50  | —   | —  | —  | —  | —  |
|             | Portland Pirates           | AHL         | 6   | 1   | 1   | 2   | 2   | —   | —  | —  | —  | —  |
| 2005–2006   | Hershey Bears              | AHL         | 52  | 8   | 28  | 36  | 40  | 1   | 0  | 0  | 0  | 0  |
| 2006–2007   | Hershey Bears              | AHL         | 76  | 25  | 33  | 58  | 49  | 19  | 2  | 6  | 8  | 18 |
| 2007–2008   | Washington Capitals        | NHL         | 4   | 0   | 0   | 0   | 2   | —   | —  | —  | —  | —  |
|             | Hershey Bears              | AHL         | 73  | 28  | 35  | 63  | 56  | 5   | 1  | 3  | 4  | 8  |
| 2008–2009   | Washington Capitals        | NHL         | 8   | 1   | 0   | 1   | 0   | —   | —  | —  | —  | —  |
|             | Hershey Bears              | AHL         | 69  | 21  | 52  | 73  | 57  | 22  | 5  | 16 | 21 | 30 |
| 2009–2010   | Pittsburgh Penguins        | NHL         | 20  | 0   | 3   | 3   | 10  | —   | —  | —  | —  | —  |
|             | Washington Capitals        | NHL         | 1   | 0   | 0   | 0   | 0   | —   | —  | —  | —  | —  |
|             | Hershey Bears              | AHL         | 49  | 22  | 48  | 70  | 26  | 21  | 7  | 20 | 27 | 10 |
| 2010–2011   | Atlant Mytisjtji           | KHL         | 8   | 1   | 0   | 1   | 0   | —   | —  | —  | —  | —  |
|             | HC Lugano                  | NLA         | 39  | 14  | 19  | 33  | 24  | 2   | 1  | 4  | 5  | 0  |
| 2011–2012   | Hershey Bears              | AHL         | 73  | 27  | 66  | 93  | 42  | 5   | 1  | 3  | 4  | 0  |
| 2012–2013   | Boston Bruins              | NHL         | 18  | 1   | 3   | 4   | 6   | —   | —  | —  | —  | —  |
|             | Providence Bruins          | AHL         | 39  | 10  | 28  | 38  | 34  | 12  | 5  | 9  | 14 | 14 |
| 2013–2014   | Ak Bars Kazan              | KHL         | 11  | 2   | 0   | 2   | 6   | —   | —  | —  | —  | —  |
|             | HC Biel                    | NLA         | 21  | 6   | 7   | 13  | 14  | 12  | 4  | 4  | 8  | 4  |
| 2014–2015   | Hartford Wolf Pack         | AHL         | 73  | 29  | 37  | 66  | 68  | 15  | 4  | 13 | 17 | 12 |
| NHL totalt  | NHL totalt                 | NHL totalt  | 51  | 2   | 6   | 8   | 18  | —   | —  | —  | —  | —  |
| KHL totalt  | KHL totalt                 | KHL totalt  | 19  | 3   | 0   | 3   | 6   | —   | —  | —  | —  | —  |
| AHL totalt  | AHL totalt                 | AHL totalt  | 510 | 171 | 328 | 499 | 374 | 100 | 25 | 70 | 95 | 92 |
| NLA totalt  | NLA totalt                 | NLA totalt  | 60  | 20  | 26  | 46  | 38  | 14  | 5  | 8  | 13 | 4  |
| NCAA totalt | NCAA totalt                | NCAA totalt | 35  | 10  | 13  | 23  | 50  | —   | —  | —  | —  | —  |